# بيل وارد
بيل وارد (بالإنجليزية: Bill Ward)‏ (و. 1948  م) هو طبال، من المملكة المتحدة، ولد في برمينغهام، وهو عضوٌ في بلاك سابث.

## وصلات خارجية
- بيل وارد على موقع IMDb (الإنجليزية)
- بيل وارد على موقع الموسوعة البريطانية (الإنجليزية)
- بيل وارد على موقع ميوزك برينز (الإنجليزية)
- بيل وارد على موقع رولينغ ستون (الإنجليزية)
- بيل وارد على موقع إن إن دي بي (الإنجليزية)
- بيل وارد على موقع أول ميوزيك (الإنجليزية)
- بيل وارد على موقع ديسكوغز (الإنجليزية)
- بيل وارد على موقع قاعدة بيانات الفيلم (الإنجليزية)